# 最小寻址单位
最小寻址单位是指特定的计算机硬件机构所支持的最小数据存取块大小。以个人电脑为例，内存机构的最小寻址单位为1个字节（1 Byte）即8个bit。也就是说，你无法单独存取1 bit的信息或者任意小于1字节的信息。个人电脑中的硬盘部分最小存取单位为4KB（依厂商不同而有所区别，较早的硬盘该单位比较小），这就是通常所讲的“硬盘按块寻址”，一块既指4KB的数据。